# Jason Momoa

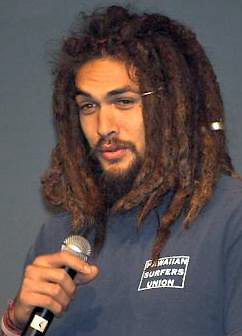
Jason Momoa (2006)

Jason Momoa, właśc. Joseph Jason Namakaeha Momoa (ur. 1 sierpnia 1979 w Honolulu na Hawajach) – amerykański aktor, model, reżyser, scenarzysta i producent filmowy.

## Życiorys

### Wczesne lata
Urodził się w Honolulu na Hawajach jako jedyne dziecko fotograf Coni (z domu Lemke) i malarza Josepha Momoy. Jego ojciec ma korzenie hawajskie, a matka ma pochodzenie niemieckie, irlandzkie i indiańskie. Jego wuj Brian L. Keaulana i ciotka Rusty byli surferami. Wychowywany był przez matkę w Norwalk, w stanie Iowa. Początkowo planował zostać biologiem morskim, ale ostatecznie wybrał karierę aktorską.

### Kariera
W 1998, po ukończeniu szkoły średniej, przeniósł się na Hawaje, gdzie rozpoczął karierę modela (193 cm wzrostu) dla japońskiego projektanta mody Takeo. W 1999 otrzymał tytuł Hawajskiego Modela Roku i był gospodarzem wyborów Miss Nastolatek Hawajów. W wieku 19 lat pracował również w niepełnym wymiarze godzin w sklepie surfingowym. Brał udział w Governor’s Fashion Show dla Louisa Vuittona, Liberty House i Gucciego.
Został wybrany spośród tysięcy kandydatów do roli Jasona Ioane w serialu NBC Słoneczny patrol (Baywatch, 1999–2001).
W 2001 przeniósł się do Los Angeles, gdzie kontynuował karierę aktorską. W 2004, po występie w krótkotrwałym serialu Gorące Hawaje (North Shore), został obsadzony w roli ostrego i brutalnie szczerego Ronona Dexa, człowieka z galaktyki Pegaza, z planety Sateda, żołnierza, eksperta od broni w serialu sci-fi Gwiezdne wrota: Atlantyda (Stargate: Atlantis, 2005–2008).
W 2010 został obsadzony w roli Khala Drogo w serialu HBO Gra o tron (Game of Thrones), nominowanym do nagrody Emmy. Za tę rolę w 2011 zdobył nominację do Nagrody Gildii Aktorów Ekranowych.
Zagrał tytułowego bohatera filmu fantasy Conan Barbarzyńca 3D (Conan the Barbarian 3D, 2011), który został jednak negatywnie przyjęty przez krytykę i widzów.
Za kreację Arthura/Aquamana, syna latarnika Toma Curry’ego (Temuera Morrison) i wygnanej królowej Atlantydy – Atlanny (Nicole Kidman) w sensacyjnym filmie przygodowym fantasy Jamesa Wana Aquaman (2018) zdobył nominację do Teen Choice Awards, Nickelodeon Kids’ Choice w kategorii „Najlepszy aktor filmowy” i MTV Movie Award za „Najlepszy pocałunek” z Amber Heard (jako Merą). W dreszczowcu sensacyjnym Sweet Girl (2021), debiutem filmowym Briana Andrew Mendozy, którego dystrybutorem został Netflix, zagrał zrozpaczonego Coopera, który szuka zemsty za śmierć żony, jednocześnie starając się chronić swoją córkę.
Był na okładce magazynów „GQ”, „Rolling Stone”, „Entertainment Weekly”, „Men’s Health” i „Esquire”.
Wystąpił w teledysku Ozzy’ego Osbourne’a „Scary Little Green Men” (2020).

## Życie prywatne
Spotykał się z Simmone Jade Mackinnon (1999–2006).
W 2005 związał się z aktorką Lisą Bonet. Mają dwoje dzieci: córkę Lolę Iolani (ur. 23 lipca 2007) i syna Nakoa-Wolfa Manakauapo Namakaeha (ur. 15 grudnia 2008). Chociaż sądzono, że Momoa i Bonet pobrali się 15 listopada 2007, oficjalnie dopiero w 2017 zdecydowali się na wesele i podpisanie aktu małżeńskiego. W 2022 doszło do separacji, a 9 lipca 2024 rozwód został sfinalizowany.
W 2008 wdał się w bójkę w jednym z barów w Los Angeles; został wtedy uderzony w twarz kuflem do piwa, a obrażenia były tak poważne, że Momoa trafił do szpitala, gdzie założono mu aż 140 szwów i pozostała ciągnąca się przez lewą brew blizna.

## Filmy fabularne
- 2004: Wakacje rodziny Johnsonów (Johnson Family Vacation) jako Navarro
- 2007: Pipeline
- 2011: Conan Barbarzyńca 3D (Conan the Barbarian 3D) jako Conan
- 2012: Kula w łeb (Bullet to the Head) jako Keegan
- 2014: Road to Paloma jako Robert Wolf
- 2014: Wolves jako Connor
- 2014: Debug jako Iam
- 2016: Sugar Mountain jako Joe Bright
- 2016: Batman v Superman: Świt sprawiedliwości[43] jako Arthur Curry / Aquaman
- 2016: Outsiderka (The Bad Batch)) jako Miami Man
- 2017: Liga Sprawiedliwości (Justice League) jako Arthur Curry / Aquaman
- 2017: Jak dogryźć mafii (Once Upon a Time in Venice) jako Spyder
- 2018: Braven jako Joe Braven
- 2018: Aquaman jako Arthur Curry/Aquaman
- 2019: Lego: Przygoda 2 ( The Lego Movie 2: The Second Part) jako Aquaman (głos)
- 2021: Liga Sprawiedliwości Zacka Snydera[44] jako Arthur Curry / Aquaman
- 2021: Sweet Girl jako Ray Cooper
- 2021: Diuna jako Duncan Idaho
- 2023: Szybcy i wściekli 10 jako Dante Reyes
- 2023: Aquaman i Zaginione Królestwo jako Arthur Curry / Aquaman
- 2025: Minecraft: Film jako Garrett "Śmieciarz" Garrison

## Filmy telewizyjne

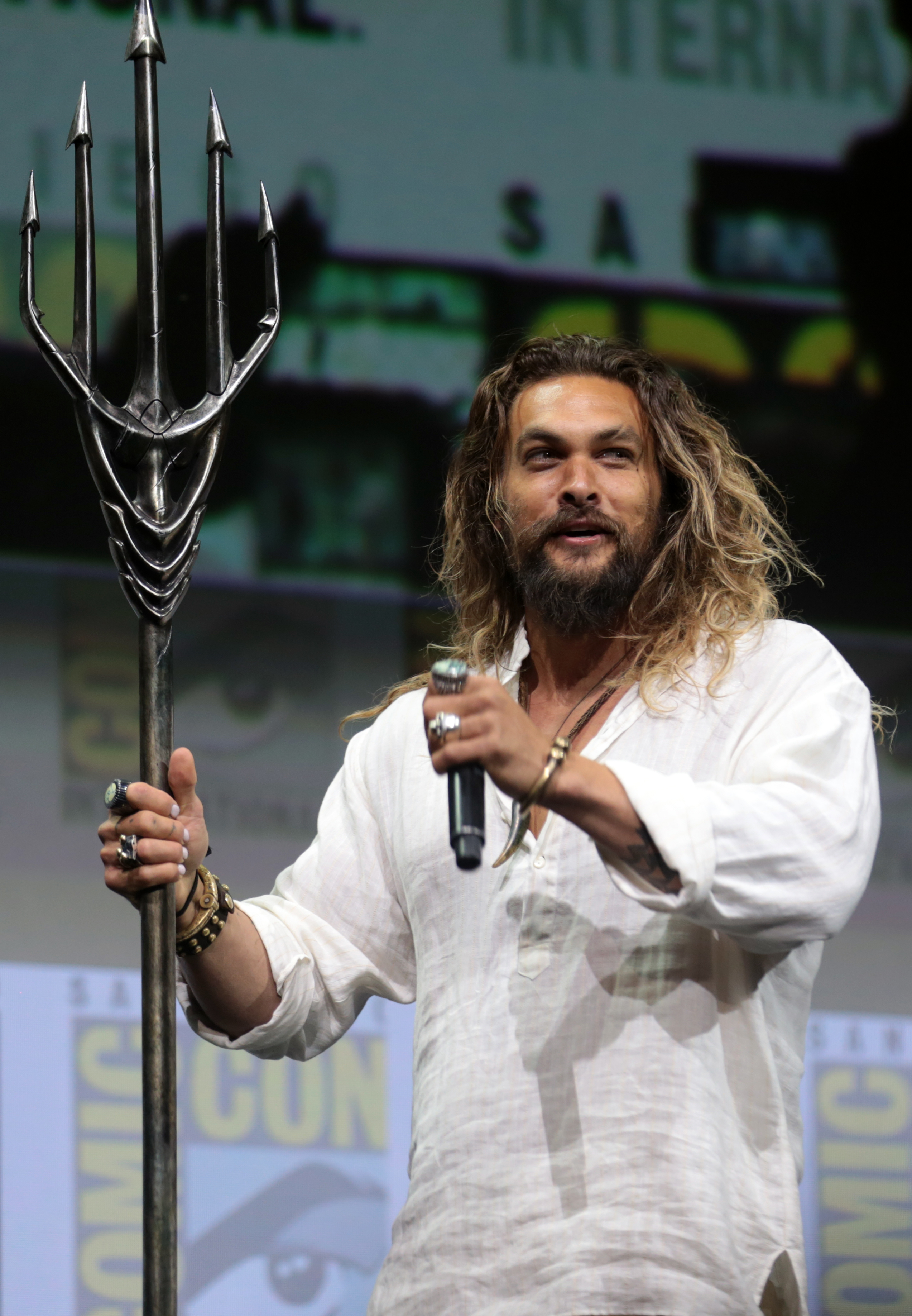
Jason Momoa z bronią jako Aquaman

- 2003: Słoneczny patrol – Ślub na Hawajach (Baywatch: Hawaiian Wedding) jako Jason Ioane
- 2003: Powrót Lily/Kuszony (Tempted) jako Kala

## Seriale
- 1999–2001: Słoneczny patrol (Baywatch) jako Jason Ioane
- 2004–2005: Gorące Hawaje (North Shore) jako Frankie Seau
- 2005–2008: Gwiezdne wrota: Atlantyda (Stargate: Atlantis) jako Ronon Dex
- 2011–2012: Gra o tron (Game of Thrones) jako Khal Drogo
- 2014–2015: The Red Road jako Phillip Kopus
- 2014: Drunk History jako Jim Thorpe
- 2016–2018: Frontier jako Declan Harp
- 2019: See jako Baba Voss